# Uvarus caprai
Uvarus caprai is een keversoort uit de familie waterroofkevers (Dytiscidae). De wetenschappelijke naam van de soort is voor het eerst geldig gepubliceerd in 1978 door Pederzani & Sanfilippo.